# Billioni
Billioni, pseudonimo di Michel Billion (Parigi, 1729 – Parigi, 5 febbraio 1795), è stato un ballerino francese e maestro di balletto.

## Biografia
Fratello minore del maestro di balletto del Théâtre de la comédie italienne di Parigi, non ancora ventenne venne scritturato, come primo ballerino, da Charles Simon Favart, direttore del teatro. Da 1746, Maurizio di Sassonia, ansioso di tenere alto il morale delle sue truppe in campo, chiamò Favart e i suoi attori a Bruxelles chiedendo loro di stabilirsi al Théâtre de la Monnaie. Nelle sue "Memorie" Favart scrisse al conte Durazzo il 6 novembre 1763: "Anche se Billon è giovane, è da vent'anni che si trova sotto gli occhi del pubblico. É stato il mio primo ballerino nelle Fiandre, in quanto allievo di Jean-Baptiste Dehesse per la composizione dei balletti, allora capo compositore alla Comédie italienne. La sua capacità è universalmente nota e la mia testimonianza non può essere sospetta, perché non ho mai accettato nessuno a scapito della verità."
Nel gennaio 1749, le armate francesi lasciarono i Paesi Bassi austriaci, e con loro la compagnia di Favart. Billioni lo seguì a Parigi, allo stesso teatro Théâtre de la comédie italienne, dove si mise in evidenza Ninette à la cour di Favart, poi nel balletto Tritons di Jean-Baptiste Pitrot il 14 agosto 1755. Poi è diventato maestro di ballo dell'Opera Comique, poi riappare con le stesse funzioni al Théâtre de la comédie italienne dal 1759 al 1763 dove fu autore di Thémire délivrée, La Veillée cauchoise, Vauxhall hollandais e Pygmalion. De La Cuisse pubblicato, in 1762, nel suo Thémire délivrée, de La Veillée cauchoise, du Vauxhall hollandais et de Pygmalion. De La Cuisse, nel 1762, pubblicò nel suo Répertoire des bals, una contraddanza intitolata La Bionni. Vi si legge che "questa contraddanza è tratta dal Waxhall Hollandois, pantomima del balletto di M. Billioni, maestro dei balletti del Théâtre de la comédie italienne. Questo balletto è stato presentato nello spettacolo del 1º novembre del 1761 ed ha ottenuto molti applausi, avendo delle repliche nei giorni successivi. Il giovane mostra molto desiderio di conservare le figure della contraddanza e di essere in grado di danzare nei balli borghesi".
Chiamato a Bruxelles, nel 1764, come nuovo maestro del balletto, Billioni succedette a Charles Bernardy. Il 19 febbraio 1765, mise in scena Pan et Syrinx che, secondo la Gazette des Pays-Bas, ebbe un'eco entusiasta sul pubblico. Il 30 novembre 1765, sposò a Bruxelles Catherine-Ursule Bussa, detta Mademoiselle Placide (figlia del danzatore Placide), giovane attrice e ballerina che aveva lasciato il Théâtre de la comédie italienne di Parigi nel 1764 per seguire Billioni a Bruxelles, quando aveva solo sedici anni.
Ritornato a Parigi, Billioni riprese l'incarico di maestro del balletto del Théâtre de la comédie italienne nel 1767, per poi spostarsi a Liegi, nel 1777, come direttore del teatro della città, dove il principe vescovo Velbruck lo prese sotto la sua protezione. Dichiarato fallimento l'anno seguente, Billioni lasciò Liegi per una destinazione sconosciuta.